# 모범적 소수
모범적 소수(model minority)는 어떤 사회의 전체적인 평균에 비해 사회 경제적 지위가 높은 상태에 있는 인종, 민족, 종교 등에 기반한 소수 집단을 일컫는다. 일반적으로, 모범적 소수는 그 사회의 다른 그룹의 롤모델이나 모범으로 여겨지는 경우가 많다. 이런 소수 집단의 성공은 주로 교육 수준, 관리직 및 전문직 비율, 가계 소득, 범죄율, 가정의 안정성 등으로 평가된다.
가장 잘 알려진 모범적 소수의 예는 미국 내 아시아계 미국인들로, 1966년 뉴욕 타임스 매거진에서 윌리엄 피터슨이 아시아계 미국인들을 모범적 소수로 지칭하면서 해당 개념이 대중적으로 정립되기 시작하였다.

## 비판
사회에서 일반적으로 받아들여지는 모범적 소수의 인식에 대해서는 여러가지 비판이 제기되고 있다. 그 중 하나는 각 그룹마다 해당 사회에서 처해진 역사가 다른데, 그 요소를 고려하지 않고 특정 그룹에 대해 일반화 한다는 비판이다.